# فورد ای۸۳دبلیو
فورد ای۸۳دبلیو (Ford E۸۳W) خودرویی است که در سال‌های ۱۹۳۸–۱۹۵۷تولید شده‌است. طول آن در حالت طبیعی ۱۵۷٫۵ اینچ (۴٬۰۰۰ میلیمتر) و عرض آن در حالت طبیعی ۶۴ اینچ (۱٬۶۰۰ میلیمتر) است. سیستم جعبه‌دندهٔ آن به صورت دستی است.